# Mick Kelleher
Michael Dennis Kelleher, dit Mick Kelleher, né le 25 juillet 1947, est un ancien joueur de baseball et l'instructeur au premier but des Yankees de New York. Il succède à ce poste à Tony Peña, devenu instructeur sur le banc du club new-yorkais.
En tant que joueur, Mick Kelleher a évolué dans les ligues majeures de baseball au poste de joueur de champ intérieur. Il a notamment joué pour les Cardinals de Saint-Louis, les Astros de Houston, les Cubs de Chicago, les Tigers de Détroit et les Angels de la Californie.

## Carrière

### Ligues mineures
Mick Kelleher commence sa carrière dans les ligues mineures en 1969, à l'âge de 21 ans, lorsqu'il est repêché par les Cardinals de Saint-Louis en troisième ronde de la draft amateur de la ligue majeure de juin 1969. Il est affecté au sein des Reds de Modesto de la ligue de Californie, club de niveau A affilié aux Cardinals. Il évolue ensuite successivement au sein des Travelers de l'Arkansas en ligue du Texas et des Cardinals de Cedar Rapids de la ligue du Mid-Ouest en 1970, au sein des Reds en 1971, puis au sein des Oilers de Tulsa de l'association américaine en 1972 et 1973.
En tant qu'arrêt-court pour les Oilers de Tulsa, Kelleher établit un record de l'association américaine pour un arrêt-court avec une moyenne défensive de 0,979.

### Ligues majeures
En tant qu'instructeur dans les ligues majeures, Mick Kelleher évolue au poste d'instructeur au premier but pour les Pirates de Pittsburgh en 1986 puis pour les Tigers de Détroit de 2003 à 2005.
Mick Kelleher est recruté par les Yankees en 2009.